# Saint-Mandé-sur-Brédoire
Saint-Mandé-sur-Brédoire ist eine französische Gemeinde mit 298 Einwohnern (Stand: 1. Januar 2022) im Département Charente-Maritime in der Region Nouvelle-Aquitaine (vor 2016: Poitou-Charentes); sie gehört zum Arrondissement Saint-Jean-d’Angély und zum  Kanton Matha. Die Einwohner werden Saint-Mandéens und Saint-Mandéennes genannt.

## Geographie
Saint-Mandé-sur-Brédoire liegt etwa 70 Kilometer ostsüdöstlich von La Rochelle in der Saintonge. Umgeben wird Saint-Mandé-sur-Brédoire von den Nachbargemeinden La Villedieu im Nordwesten und Norden, Ensigné im Norden, Asnières-en-Poitou im Nordosten, Vinax im Osten, Contré im Süden sowie Aulnay im Südwesten und Westen.

## Bevölkerungsentwicklung
| Jahr                       | 1962 | 1968 | 1975 | 1982 | 1990 | 1999 | 2006 | 2019 |
| Einwohner                  | 464  | 430  | 403  | 354  | 318  | 340  | 318  | 311  |
| Quellen: Cassini und INSEE |      |      |      |      |      |      |      |      |

## Sehenswürdigkeiten
- Kirche Saint-Brice aus dem 12. Jahrhundert, seit 1913 als Monument historique klassifiziert

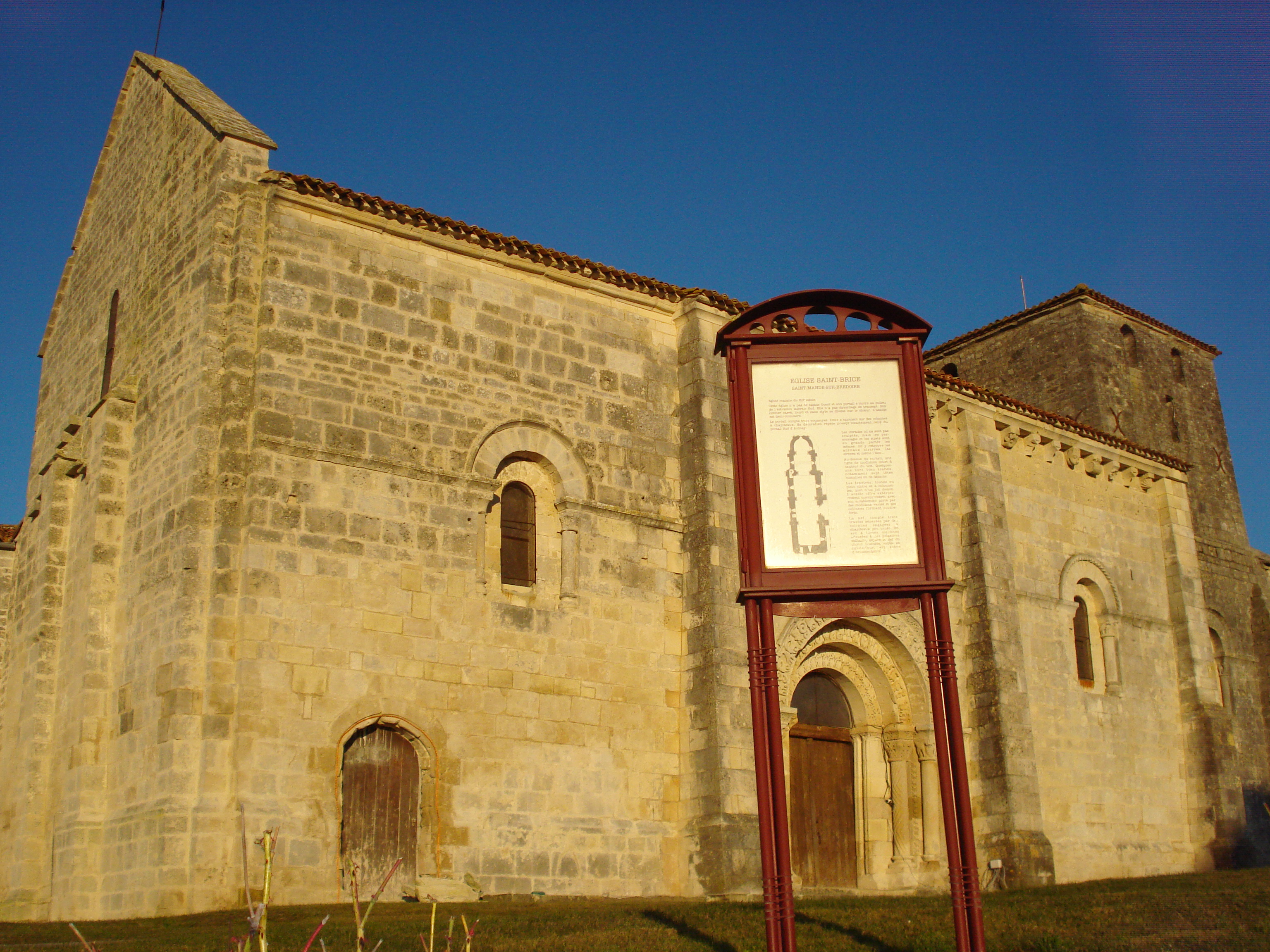
Kirche Saint-Brice